# José María Cantilo

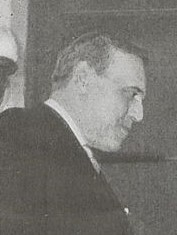
José María Cantilo (1939)

José María Cantilo (* 23. August 1877 in Buenos Aires; † 23. Juli 1953 ebenda) war ein argentinischer Diplomat und Außenminister.

## Leben
1910 war er Geschäftsträger in Rio de Janeiro. Von 1916 bis 1919 war er Ministre plénipotentiaire in Asunción. Von 1919 bis 1927 war er Ministre plénipotentiaire in Lissabon. Von 1927 bis 1932 war er Ministre plénipotentiaire in Bern. Von 1930 bis 1933 war er Botschafter in Montevideo. Von 1933 bis 1938 war er Botschafter in Rom. Im Jahr 1934 gehörte im Völkerbund dem sogenannten Komitee der Drei an, dass die Volksabstimmung im Saargebiet im folgenden Jahr vorbereitete.
Von 20. Februar 1938 bis 2. September 1940 war er im Kabinett Roberto María Ortiz Außenminister. Am 12. Juli 1938 verfasste er das Circular 11.